# لغات أنتيغوا وبربودا
أنتيغوا وبربودا جزيرتان في البحر الكاريبي تتبعان الكومنولث البريطاني، لغتها الرسمية هي الإنجليزية. كريول ليوارد الكاريبي (en) هي اللغة المستخدمة بين السكان.
من اللغات الشائعة التي يتكلمها الوافدون للجزيرتين اللغة العربية بلهجات شامية والبرتغالية إضافة إلى لغات الهند ولغات باكستان.